# 雷耶斯维莱尔
雷耶斯维莱尔（法語：Reyersviller，法語發音：[ʁejɛʁsvilɛʁ]；洛林法兰克语：Reierschwiller）是法国摩泽尔省的一个市镇，属于薩爾格米訥區。

## 地理
雷耶斯维莱尔（49°2'29"N, 7°23'42"E）面积8.32 平方千米，位于法国大東部大區摩泽尔省，该省份为法国东北部内陆省份，是洛林的一部分，西南接默尔特-摩泽尔省，东临下莱茵省，北与卢森堡和德国接壤。
与雷耶斯维莱尔接壤的市镇（或旧市镇、城区）包括：伦贝格、比奇、奥特维莱尔、兰巴赫、锡尔斯塔勒。

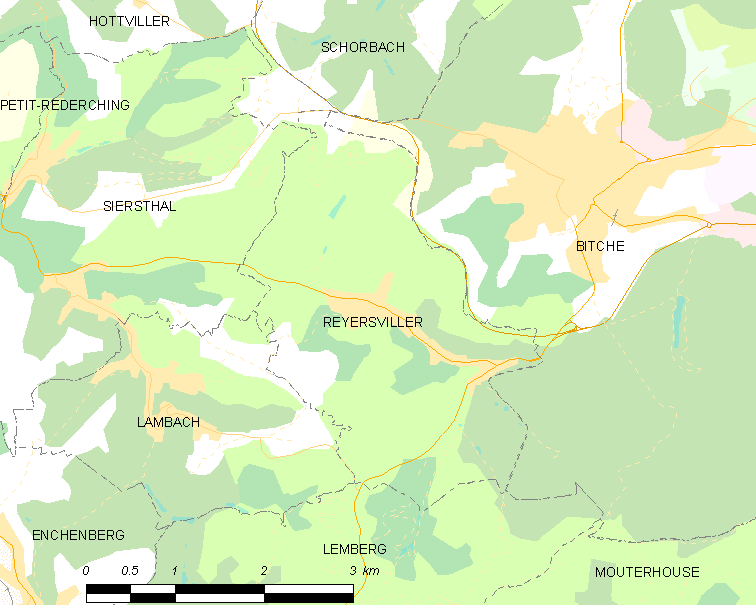
雷耶斯维莱尔的OSM定位图

雷耶斯维莱尔的时区为UTC+01:00、UTC+02:00（夏令时）。

## 行政
雷耶斯维莱尔的邮政编码为57230，INSEE市镇编码为57577。

## 政治
雷耶斯维莱尔所属的省级选区为比奇县。

## 人口

1962-2008年间雷耶斯维莱尔人口变化图示

雷耶斯维莱尔于2022年1月1日时的人口数量为380人。